# Yama (yoga)
Yama, sanskrit (यम) för "död", är i yogisk filosofi en regel för hur man ska uppföra sig i världen för att på ett barmhärtigt sätt bringa död åt ens ego, ens "lägre jag". Olika yama behandlar hur människan bör interagera med den yttre världen, medan niyama handlar om hur man bör arbeta med sin egen inre värld.
Tio yama benämns som "begränsningar" i ett flertal skrifter, såsom upanishaderna Shandilya och Varaha, Hatha Yoga Pradipika av Gorakshanatha och Tirumantiram av Tirumular. Patanjali nämner endast fem yama i sin Yoga sutra.

## Tio traditionella yama
De tio traditionella yama är:
1. Ahimsa (अहिंसा): Icke-våld. Att avhålla sig från att orsaka skada, att aldrig orsaka smärta hos någon levande varelse i handling ord eller tanke. Detta är den främsta yaman. De andra nio finns som hjälpmedel för att uppnå ahimsa.
2. Satya (सत्य): Sanning, att se till att ord och tanke överensstämmer med fakta.
3. Asteya (अस्तेय): Att inte stjäla, att inte dra nytta av någon som är i en utsatt situation, att inte skuldbelägga någon annan eller sig själv.
4. Brahmacharya (ब्रह्मचर्य): Återhållsamhet i känslolivet, att leva i celibat eller vara troget gift.
5. Kshama (क्षमा): Tålamod, att inte vara bunden av tiden, att vara i nuet.
6. Dhriti (धृति): Trofasthet, uthållighet, beslutsamhet, att fullfölja varje uppgift.
7. Daya (दया): Medkännande, att överkomma grymma och okänslige känslor gentemot andra varelser.
8. Arjava (अर्जव): Ärlighet, rättframhet, att inte bedra och inte göra illa
9. Mitahara (मितहार): Behärskad aptit, att inte äta för lite eller för mycket, att inte äta fisk, fågel, kött, skaldjur eller ägg.
10. Shaucha (शौच): Renhet, att undvika orenheter i kropp, sinne och tal (Patanjali låter i Yoga Sutras i stället saucha vara den första niyaman)

## Patanjalis fem yama
I Patanjalis Yoga Sutras beskrivs yama som den första av rajayogans åtta beståndsdelar. De fem yama han beskriver återfinns i Sadhana Pada, vers 30, och är:
1. Ahimsa (अहिंसा)
2. Satya (सत्य)
3. Asteya (अस्तेय)
4. Brahmacharya (ब्रह्मचर्य)
5. Aparigraha (अपरिग्रह): Att inte vara girig, att inte lägga besparingar på hög, att inte försöka överta andras tillgångar.